# Formatieregel
Formatieregels zijn in de wiskundige logica regels met behulp waarvan wordt bepaald welke strings van symbolen die zijn afgeleid van het alfabet van een formele taal binnen deze formele taal syntactisch correct zijn. De formele semantiek, de betekenis van de strings, wordt hierbij buiten beschouwing gelaten.

## Formele taal en grammatica
Een formele taal kan met behulp van georganiseerde reeksen symbolen worden geschreven voordat er aan de symbolen enige betekenis is toegekend, ofwel voordat interpretatie heeft plaatsgehad. De formele grammatica bepaalt welke symbolen en rijen van symbolen syntactisch zijn.

## Formele systemen
Een formeel systeem kan worden omschreven als een combinatie van een formele taal en een deductief systeem. Het deductieve systeem kan bestaan uit een reeks afleidingsregels, een reeks axioma's of een combinatie hiervan. Een formeel systeem wordt als bewijstheorie gebruikt. De propositielogica en de predicatenlogica zijn voorbeelden van formele systemen.

## Propositielogica en predicatenlogica
Binnen de propositielogica gelden de volgende formatieregels:
- als Φ een propositie is, dan is (niet-Φ) ook een propositie;
- als Φ en Ψ proposities zijn, dan zijn (Φ en Ψ), (Φ of Ψ) en (Φ is gelijkwaardig aan Ψ) ook proposities.

In de predicatenlogica gelden in dezelfde formatieregels met daarnaast formatieregels voor kwantoren.